# 2003 WQ188
2003 WQ188, também escrito como 2003 WQ188, é um objeto transnetuniano (TNO) que está localizado no Cinturão de Kuiper, uma região do Sistema Solar. Este corpo celeste é classificado como um cubewano. Ele possui uma magnitude absoluta de 5,9 e tem um diâmetro com cerca de 291 km. O astrônomo Mike Brown lista este corpo celeste em sua página na internet como um candidato a possível planeta anão.

## Descoberta
2003 WQ188 foi descoberto no dia 19 de março de 2010 pelo astrônomo Marc W. Buie.

## Órbita
A órbita de 2003 WQ188 tem uma excentricidade de 0,000 e possui um semieixo maior de 46,338 UA. O seu periélio leva o mesmo a uma distância de 46,338 UA em relação ao Sol e seu afélio a 46,338 UA.